# Mai Zetterling
Mai Elisabeth Zetterling, född 24 maj 1925 i Västerås, död 17 mars 1994 i London, Storbritannien, var en svensk filmregissör, manusförfattare, författare och skådespelare. Hon har regisserat filmer som Älskande par (1964), Nattlek (1966), Flickorna (1968) och Amorosa (1986).

## Biografi

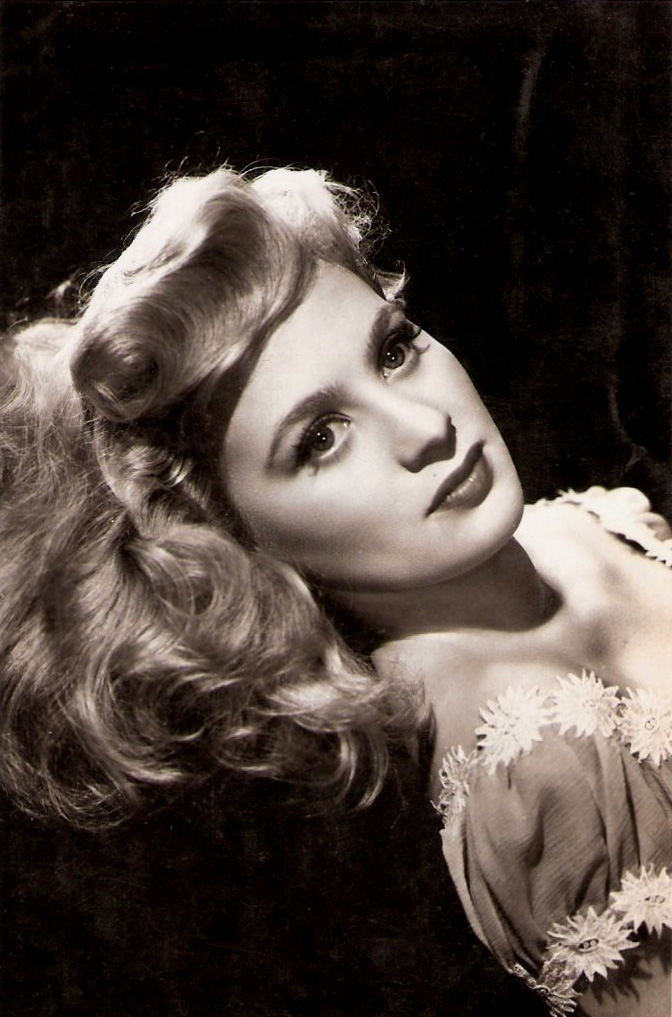
Pressfotografi av Mai Zetterling från filmen Kvartett, 1948.

Mai Zetterling föddes i Västerås men tillbringade sin tidiga barndom i Australien innan familjen återvände till Sverige. De flyttade ofta mellan olika städer men hon växte i huvudsak upp på Södermalm i Stockholm. I sina memoarer Osminkat beskriver hon sig själv som något av ett problembarn och dagdrömmare. Vid fjorton års ålder började hon vid barnteaterverksamheten vid Medborgarhuset vilket skulle bli början på en karriär inom teater och film. Hon fick 1941 en roll i en pjäs vid Blancheteatern och började samtidigt ta lektioner för Calle Flygare. År 1942 kom hon in på Dramatens elevskola och efter examen 1945 engagerades hon vid teatern fram till 1947.
Under dessa år debuterade hon även som filmskådespelare i Gunnar Olssons Lasse-Maja (1941) och fick sitt stora genombrott i Alf Sjöbergs film Hets (1944). År 1946 gjorde hon den kvinnliga huvudrollen Marit i Driver dagg faller regn, som blev en av SF:s största publikframgångar.
Zetterling inledde 1948 sin internationella karriär hos Rank Organisation i London i Storbritannien där hon medverkade i drygt 20 filmproduktioner. Under en kortare period i Hollywood spelade hon i en handfull filmer, men hon vantrivdes med Hollywoodlivet och återvände till England 1953 för att ägna sig åt teater i London. År 2009 kom det fram att den brittiska underrättelsetjänsten MI5 under 1950-talet hade Mai Zetterling på sin ”watch-list”, då hon ska ha tillhört vad som ansågs vara en marxistisk studiecirkel.
År 1962 spelade Zetterling mot Peter Sellers i komedin Bara två kan leka så, som blev en stor succé. Hon började nu ägna sig åt filmregi, först i en serie dokumentärfilmer för BBC och därefter med egna filmprojekt. 1962 gjorde hon kortfilmen War Game, som vann kortfilmspriset på filmfestivalen i Venedig.
Zetterling debuterade som långfilmsregissör med Älskande par 1963, en film baserad på Agnes von Krusenstjernas romansvit Fröknarna von Pahlen, som med sin sexuella frispråkighet väckte upprörda känslor vid filmfestivalen i Cannes men fick övervägande positiv kritik. Tre år senare regisserade hon Nattlek (1966) som även den orsakade upprördhet, denna gång i Venedig, på grund av sitt sexuella innehåll. Därefter gjorde hon en filmatisering av Hjalmar Söderbergs Doktor Glas (1968) och den feministiska Flickorna (1968). Alla filmerna möttes av viss hetsighet och motstridig kritik.
Zetterling hade med dessa långfilmer visat sig som en okonventionell och expressiv skildrare av känsliga ämnen. Hon var också en av ytterst få kvinnor som gjorde film vid denna tid; det var i stort sett bara hon och Agnes Varda. Men efter denna rad av filmer fick hon allt svårare att finna stöd och finansiering till nya projekt. Det tog fjorton år innan hon fick möjlighet att göra sin nästa långfilm. Hon arbetade dock vidare som regissör. På 1970-talet gjorde hon bland annat ett par kortare filmer i Sverige. Under dessa år skrev hon även två romaner: Shadow of the Sun (1974) och Bird of Passage (1976; på svenska Flyttfågel, 1977).
På 1980-talet regisserade Zetterling flera tv-filmer för fransk och engelsk TV, och två biograffilmer: i England gjorde hon Scrubbers (1982), som utspelar sig på ett kvinnofängelse,och i Sverige filmen Amorosa (1986) om författaren Agnes von Krusenstjerna. Som skådespelare medverkar hon 1990 i Ken Loachs Dolda fakta och spelade mot Anjelica Huston i Häxor, filmatiseringen av Roald Dahls bok Häxorna.
När Mai Zetterling avled 1994 höll hon på med inspelningen av filmen The Woman Who Cleaned the World. Filmens historia var löst baserad på Maja Ekelöfs bok Rapport från en skurhink (1970). Hon arbetade även med förberedelserna till två andra projekt: en kortfilm som var ett samarbete med författaren Sara Lidman, samt ett långfilmsprojekt utifrån hennes egen bok Bird of Passage.
Hennes sista färdigställda film som regissör blev The Stuff of Madness (1990), en engelsk tv-film baserad på en historia av Patricia Highsmith. Den sista filmen hon spelade med i var Staffan Lamms Morfars resa 1993.

## Familj
År 1944–1953 var Zetterling gift med den norske dansaren och skådespelaren Tutte Lemkow (1918–1991); tillsammans fick de fick en son och en dotter. År 1953–1975 var hon gift med den engelske författaren David Hughes (1930–2005). De samarbetade på flera filmmanus samt skrev en barnbok, The Cat’s Tale (1965).

## Filmernas mottagande

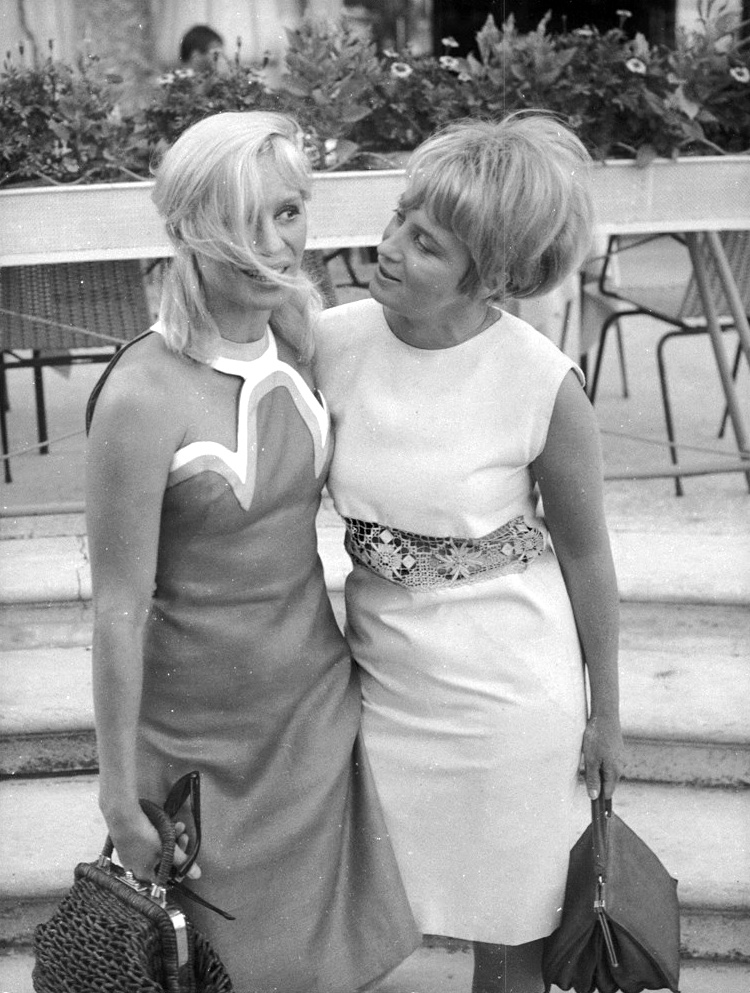
Ingrid Thulin och Mai Zetterling under filmfestivalen i Venedig, 1966.

Mai Zetterling långfilmsdebut Älskande par (1964) fick ett genomgående positivt, om än skandalomsusat, mottagande. 1964 nominerades den till Guldpalmen i Cannes där den orsakade en viss upprördhet på grund av sin sexuella frispråkighet. ”Hela den svenska nationen borde förbjudas”, hävdade en fransk kritiker efter att ha sett den.
Mai Zetterlings andra långfilm, Nattlek (1966), skildrar en mans försök att bli kvitt minnesbilderna av sin neurotiska mor. Nattlek var Sveriges officiella bidrag vid biennalen i Venedig 1966. Den väckte stort uppseende orsakat av en teckning av Leonardo da Vinci, föreställande ett samlag, på filmaffischen, samt naturligtvis på grund av filmens innehåll. Filmens enda offentliga visning ställdes in och endast en visning för kritiker, jury och journalister tilläts. Till följd av ryktesspridning gav detta upphov till ett internationellt pressuppbåd och poliskedja kring biografen där filmen visades. Nattlek fick sedan visas först efter vissa ingrepp av censuren i såväl Italien som Frankrike.
David Thomson skriver i sin The New Biographical Dictionary of Film att Älskande par och Nattlek är ”trenchant, violent, and authentically Strindbergian visions of sexual hypocrisy”.
Zetterlings feministiska Flickorna (1968) med Bibi Andersson, Harriet Andersson och Gunnel Lindblom, handlar om ett teatersällskap som repeterar Aristofanes pjäs Lysistrate där kvinnorna i Aten gör uppror för att tvinga männen att sluta kriga. Filmen blandar scener från teatergruppens kvinnliga medlemmars privatliv med scener ur Lysistrate.
Filmen mötte hård kritik och försvann från stockholmsrepertoaren efter tre och en halv vecka. ”Vilka förstockade menstruationer!”, kommenterade Expressens Bo Strömstedt. Av annan åsikt var Simone de Beauvoir : ”Ironic and comic, this film moves us by the beauty of its landscapes, its poetry and above all its subtle tenderness”.
Flickorna, med sitt provocerande innehåll, sin djärva och lekfulla form, sin humor och värme, har blivit något av en kultfilm (bl.a. tack vare DVD-utgivningen av Zetterlings filmer) . ”Visually stylish and edited with an anarchic vigour that heightens the sense of competing demands on each woman’s time, Swedish actress Mai Zetterling’s fourth feature as director is sassy and smart in equal measure”, skriver Sydney Film Festival som visade filmen sommaren 2009 .
Filmen Amorosa (1986), Zetterlings personliga gestaltning av Agnes von Krusenstjerna liv, var det officiella svenska bidraget till Venedigfestivalen i september 1986. Filmen vann dock inget pris trots viss uppmärksamhet och försäljningar. I november samma år erhöll Amorosa publikpriset vid Nordische Filmtage i Lübeck och filmen fick i stort sett positiv kritik i Sverige.
Annika Gustavsson skrev i Sydsvenska Dagbladet: ”Rune Ericsons kameraarbete, de ackompanjerande ljuden och musiken, skådespelarnas – främst Stina Ekblads – nakna och intensiva uttryck och Mai Zetterlings visuella språk tillsammans vittnar om filmmediets oerhörda genomslagskraft och rika möjligheter att berätta och skapa atmosfär. Bakom det här ligger naturligtvis en originell och genuin konstnärssjäl, Mai Zetterling, som med Amorosa mångfaldigt bekräftar att hon besitter en bildfantasi och en gestaltningsförmåga av ovanligt mått inom svensk film.”
Stina Ekblad och Erland Josephson vann var sin Guldbagge för sina insatser i filmen. Mai Zetterling nominerades till en Guldbagge för bästa regi.

## Filmografi

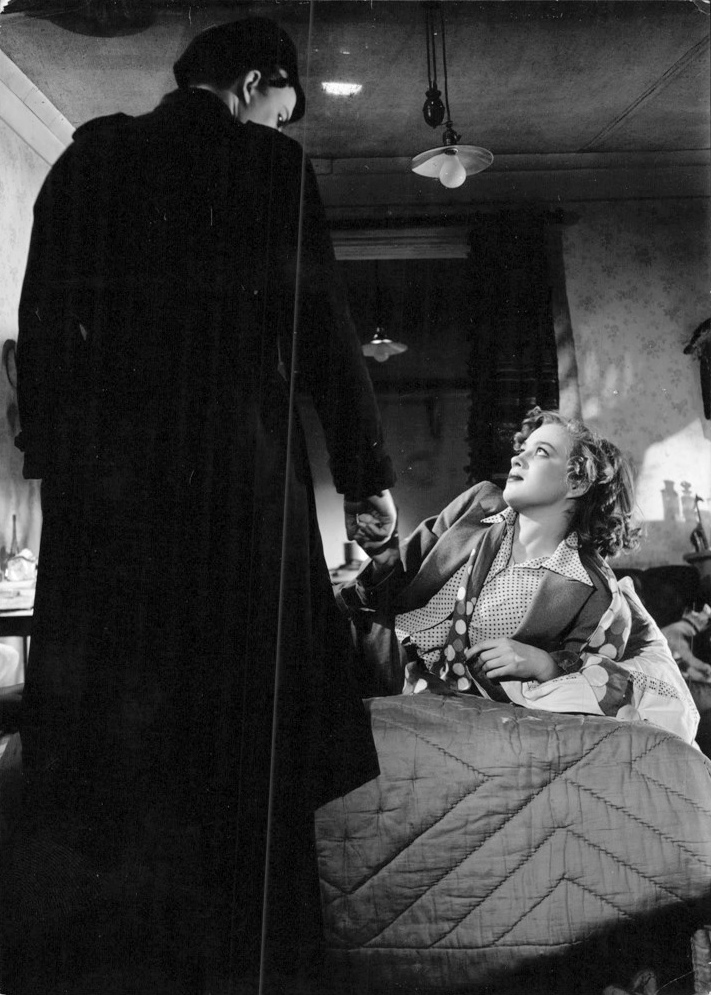
Alf Kjellin och Mai Zetterling i filmen Hets, 1944.

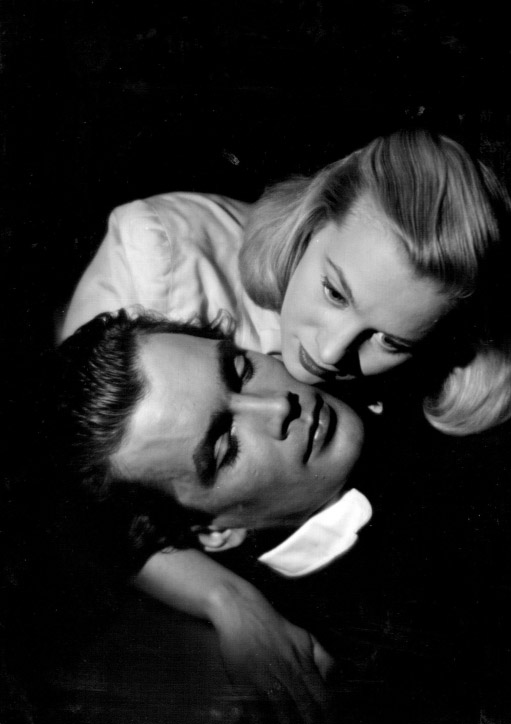
Birger Malmsten och Mai Zetterling i filmen Musik i mörker, 1948.

### Roller (urval)
- 1941 – Lasse-Maja
- 1943 – Jag dräpte
- 1944 – Hets
- 1944 – Prins Gustaf
- 1946 – Driver dagg faller regn
- 1946 – Iris och löjtnantshjärta
- 1947 – Frieda
- 1948 – Kvartett
- 1948 – Portrait from Life
- 1948 – Nu börjar livet
- 1948 – Musik i mörker
- 1949 – The Lost People
- 1954 – I mannens våld
- 1955 – Guld från Berlin
- 1956 – Ett dockhem
- 1958 – Lek på regnbågen
- 1962 – Bara två kan leka så
- 1962 – The main attraction
- 1964 – Älskande par
- 1978 – Stulet nyår (tv-pjäs)
- 1990 – Hidden Agenda
- 1990 – Häxor
- 1993 – Morfars resa

### Regi (urval)
- 1962 – The Prosperity Race (dokumentärfilm om Sverige)
- 1962 – Leka krig (kortfilm)
- 1964 – Älskande par
- 1966 – Nattlek
- 1966 – Testfilm Mai Zetterling Island (kortfilm)
- 1968 – Flickorna
- 1968 – Doktor Glas
- 1975 – Vi har många namn (kortfilm)
- 1977 – Månen är en grön ost
- 1983 – Scrubbers[9]
- 1986 – Amorosa
- 1990 – Sunday Pursuit
- 1990 – The Stuff of Madness (tv)

### Manus (urval)
- 1962 – A War Game
- 1964 – Älskande par
- 1968 – Dr. Glas
- 1977 – Månen är en grön ost
- 1982 – Scrubbers
- 1986 – Amorosa

## Teater

### Roller (ej komplett)
| År   | Roll          | Produktion                                     | Regi             | Teater                                                             |
| ---- | ------------- | ---------------------------------------------- | ---------------- | ------------------------------------------------------------------ |
| 1941 | Cecilia       | Midsommardröm i fattighuset Pär Lagerkvist     | Per Lindberg     | Blancheteatern                                                     |
| 1943 | Janet Feller  | Vi har vår frihet Maxwell Anderson             | Olof Molander    | Dramaten                                                           |
| 1944 | Nerissa       | Köpmannen i Venedig William Shakespeare        | Alf Sjöberg      | Dramaten                                                           |
| 1944 | Agnes Webster | De vackra människorna William Saroyan          | Alf Sjöberg      | Dramaten                                                           |
| 1944 | Brigid        | Den heliga enfalden Paul Vincent Carroll       | Rune Carlsten    | Dramaten                                                           |
| 1945 | Maria         | En idealist Kaj Munk                           | Olof Molander    | Dramaten                                                           |
| 1945 | Elektra       | Flugorna Jean-Paul Sartre                      | Alf Sjöberg      | Dramaten                                                           |
| 1946 | Maria         | Trettondagsafton William Shakespeare           | Alf Sjöberg      | Dramaten                                                           |
| 1946 | Anja          | Körsbärsträdgården Anton Tjechov               | Olof Molander    | Dramaten                                                           |
| 1947 | Adela         | Bernardas hus Federico García Lorca            | Alf Sjöberg      | Dramaten                                                           |
| 1948 | Hedvig        | The Wild Duck Henrik Ibsen                     | Michael Benthall | St. Martin's Theatre (London)                                      |
| 1949 | Nina          | The Seagull Anton Tjechov                      | Irene Hentschel  | Lyric Hammersmith Theatre (London) St. James's Theatre (London)    |
| 1950 | Eurydice      | Point of Departure Jean Anouilh                | Peter Ashmore    | Lyric Hammersmith Theatre (London) Duke of York's Theatre (London) |
| 1952 | Karen         | The Trap Ashley Dukes efter Ferdinand Bruckner | Julius Gellner   | Duke of York's Theatre (London)                                    |
| 1953 | Nora Helmer   | A Doll's House Henrik Ibsen                    | Peter Ashmore    | Lyric Hammersmith Theatre (London)                                 |
| 1955 | Poppy         | The Count of Clérambard Marcel Aymé            | Murray Macdonald | Garrick Theatre (London)                                           |
| 1957 | Thérèse Tarde | Restless Heart Jean Anouilh                    | William Chappell | St. James's Theatre (London)                                       |
| 1959 | Thérèse Tarde | Creditors August Strindberg                    | Casper Wrede     | Lyric Hammersmith Theatre (London)                                 |

## Böcker
- 1965 Cat's Tale, tillsammans med David Hughes (En katts saga 1967), barnbok
- 1966 Night Games (Nattlek 1966), roman
- 1974 Shadow of the Sun, roman
- 1976 Bird of Passage (Flyttfågel 1977), roman
- 1984 Kristallslottet, barnbok
- 1984 All those Tomorrows (Osminkat 1984), självbiografi

## Mai Zetterling-stipendiet
Konstnärsnämndens Mai Zetterling-stipendium instiftades 2006 och ges till en filmregissör med hög konstnärlig kvalitet som vidgar gränserna för kort- eller dokumentärfilm. Stipendiet delas ut varje år vid invigningen av Göteborg International Film Festival i slutet av januari. Stipendiet är på 200 000 kr, och fördelas utan ansökan av arbetsgruppen för teater-, dans- och filmkonstnärer hos Konstnärsnämnden.

## Mai Zetterling i kulturen
Regissören Christina Olofson gjorde 1996 en hommage till Mai Zetterling med dokumentären I rollerna tre. Här möts vännerna och kollegorna Bibi Andersson, Harriet Andersson och Gunnel Lindblom två år efter Mais död i hennes hus i Frankrike och samtalar om Mai och om sina erfarenheter från film- och teaterlivet.